# Datation dans l'Égypte antique
Les Égyptiens n'utilisaient pas une datation absolue, mais dataient à partir de l'avènement du roi régnant, complété par la référence à leur calendrier.
Tous les textes officiels comportent en introduction une date. Elle est facilement reconnaissable sur des stèles, des statues ou sur des monuments. Elle mentionne l'année de règne, le mois de l'année, la saison et le jour suivi du nom du pharaon avec sa titulature et ses épithètes. Par exemple, le texte de la stèle du songe de Thoutmôsis IV débute ainsi :

« An 1, troisième mois de la saison akhet, le dix-neuvième jour sous la Majesté de l'Horus Taureau puissant aux beaux levers, les Deux Maîtresses Sa Royauté est durable comme celle d'Atoum, l'Horus d'Or Puissant est le glaive de celui qui repousse les neuf arcs, le roi de Haute et Basse-Égypte Que soit stables les devenirs de Rê, le fils de Rê Celui qui est né de Thot, aux levers brillants, aimé de Rê-Horakhty, doué de vie, stabilité et de force comme Rê éternellement. »

## Vocabulaire du temps
- L'année : Renpet, et l'année de règne : Hat-sep ;
- Les saisons : Akhet (« Inondation ») ~ Peret (« germination ») ~ Chémou (« récolte ») ;
- Les mois (Abed) : Thout ~ Phaophi ~ Athyr ~ Khoiak (ou Choeac) ~ Tybi ~ Méchir ~ Phaminoth ~ Pharmouti ~ Pachon ~ Payni ~ Epiphi ~ Mésori ;
- Le jour : Herou ou Sou ;
- L'heure : Ounout ;
- La minute (ou l'instant) : At